# Jean-Pierre Pillon
Pour les articles homonymes, voir Pillon (homonymie).
Jean-Pierre Pillon est un maire de Rouen sous la Révolution.

## Famille
La famille Pillon ou Pilon semble venir de Basse-Normandie et s'installer à Rouen au milieu du XVIIe siècle. Elle se rattache peut-être à une des familles Pillon nobles tombée en roture.
Jean-Pierre Barthélémy Pillon nait le 23 août 1766 à Rouen, paroisse Saint-Laurent. Il est le fils de Jean Pilon († 1800), bourgeois, marchand, officier « auneur de poiles », trésorier de la fabrique de Saint-Laurent et de Marie-Anne Daré. Il a un oncle Romain Daré, religieux bénédictin. Il a deux sœurs et deux frères.
Il épouse le 2 octobre 1792 à l'église Saint-Godard de Rouen Madeleine Denise Barberey (1774-1858), fille de l'architecte rouennais. Ils auront une fille.
À la suite d'une grave maladie, il est convalescent au 55 rue des Carrières à Charenton-le-Pont où il meurt le 19 juin 1822.

## Biographie
Après avoir terminé ses études, il est pourvu fin 1787 après dispense obtenue de Louis XVI de l'office de garde-livres à la Cour des Comptes de Rouen et succède à J. Gaspard Le Viderel. À sa suppression en septembre 1791, il devient avocat et défenseur officieux.
Âgé de 26 ans, il devient officier municipal le 31 décembre 1792 sous la mairie de Charles Rondeaux de Montbray.
Il intègre le comité de surveillance créé le 1er avril 1793. Il intègre ensuite le comité de salut public rouennais.
Le 11 brumaire an II, il destitue l'administration départementale et du district. Le même jour à la maison commune, il lit l'arrêté qui destitue le corps municipal et le conseil général de la commune de Rouen et remplace provisoirement le maire Pierre Nicolas de Fontenay, les officiers municipaux, procureurs et notables.
Après le renoncement de Pierre Nicolas de Fontenay, riche manufacturier et négociant, le 6 frimaire an II, la Convention invite le comité de salut public à s'occuper du gouvernement provisoire et révolutionnaire. Par suite des arrêtés de Legendre, Louchet et Delacroix du 9 nivôse an II, Pillon, ami de Ribié et de Laumonier, devient le premier et seul magistrat proprement jacobin et robespierriste de Rouen le 13 nivôse an II.
Partisan du système d'extermination suivi à Paris (tribunal révolutionnaire, cachot et guillotine) avec Poret, ils sont minoritaires au sein du conseil général révolutionnaire épuré dont la majorité des membres préfère donner des fêtes au peuple.
Il préside le 10 frimaire an II la première fête civique décadaire pour la dédicace de la cathédrale de Rouen comme Temple de la Raison.
Le 29 messidor an II, le comité de sûreté générale l'arrête et on le conduit à la maison d'arrêt dite Grande-Force. Il sera finalement libéré le 4 thermidor.
Sautereau supprime le conseil général de la commune, l'agent national et son substitut. Pillon est, comme tous les membres destitués, consigné chez lui.
Parti vivre à Bois-d'Ennebourg, où il a fait acquisition du château de Coqueréaumont, suivant le séquestre des biens de l'émigré Caillot de Coquereaumont, Thiessé le traduit devant le tribunal correctionnel qui le condamne le 12 floréal an III à six mois d'emprisonnement pour avoir enfreint l'obligation de résidence à Rouen. Il est arrêté le 16 lors de la signification de son jugement par l'huissier Lacaille, accompagné de la garde nationale, et écroué et remis au concierge de la maison de Bicêtre. Il est remis en liberté le 25 vendémiaire an IV.
En l'an X, il essaie de se maintenir avoué à Rouen et comme avocat et défenseur à la cour impériale de Rouen. En 1807, il se rend à Paris et est réduit à s'effacer comme d'autres vaincus de la Révolution.